# NGC 4146
NGC 4146 (również PGC 38721 lub UGC 7163) – galaktyka spiralna z poprzeczką (SBab), znajdująca się w gwiazdozbiorze Warkocza Bereniki. Odkrył ją William Herschel 6 kwietnia 1785 roku. Należy do galaktyk Seyferta typu 2.
W galaktyce tej zaobserwowano supernową SN 1963D.